# Мяги, Эстер Кустовна
Э́стер Ку́стовна Мя́ги (эст. Ester Mägi; 10 января 1922, Таллин — 14 мая 2021) — советский и эстонский композитор и педагог. Народная артистка Эстонской ССР (1984).

## Биография
Окончила в 1951 году отделение композиции Таллинской консерватории, научным руководителем Мяги был профессор Март Саар. Она впитала многие идеи Саара и активно интересовалась народной музыкой. В 1954 году Мяги окончила аспирантуру Московской консерватории под руководством профессора Виссариона Шебалина, после чего начала преподавать в Таллинской консерватории; преподавательскую деятельность Эстер продолжала вплоть до ухода на пенсию в 1984 году. В 1977 году стала доцентом.
Писала романсы на стихи Александра Пушкина, Керсти Мерилаас, Ральфа Парве, Марие Ундер и других русских и эстонских поэтов. Автор музыки к спектаклям, например, «Когда пришла весна» (1959) и других.

## Сочинения
- кантата «Путешествие Калевипоэга в Финляндию» (на стихи Фридриха Крейцвальда, 1954)
- Parast paevatood : Puhkpilliorkestrile. - Таллин : Эстгосиздат, 1960. - 32 с. партит., 24 парт.
- Симфония : Для большого симф. оркестра. - Ленинград : Сов. композитор. Ленингр. отд-ние, 1980. - 95 с.
- Романсы : Для голоса с ф.-п. - Таллин : Эст. респ. отд-ние Музфонда СССР, [1968]. - 27 с. включ. обл. : портр.
- Хоровые песни : Для хора разных составов без сопровожд. - Таллин : Ээсти раамат, 1982. - [1], 103 с. : портр.
- Диалоги : Для флейты, кларнета, виолончели и ф.-п. - Ленинград : Музыка. Ленингр. отд-ние, 1978. - 31 с.
- Симфония № 1  (1969)
- «Буколика» для оркестра (1983)
- концерт для фортепиано с оркестром (1953)
- концерт для скрипки с оркестром (1958)
- концерт для органа и чембало с оркестром (1980)
- Вариации для фортепиано, кларнета и струнного оркестра. - Ленинград ; Москва : Сов. композитор, 1977. - 54 с.

## Награды
- 1980 — Государственная премия Эстонской ССР[4]
- 1971 — Заслуженный деятель искусств Эстонской ССР
- 1984 — Народная артистка Эстонской ССР
- 1996 — Национальная премия Эстонии в области культуры
- 1998 — Орден Государственного герба V степени
- 2014 — Национальная премия Эстонии в области культуры «За жизненные достижения»